# Лебедев, Андрей Ярославович
Андрей Ярославович Лебедев (род. 29 июля 1962, Ленинград) — российский политический деятель, действующий депутат и руководитель фракции ЛДПР в Законодательном собрании Ленинградской области.
Председатель комиссии по строительству, транспорту, связи и дорожному хозяйству Законодательного собрания Ленинградской области. Также является участником постоянных комиссии областного парламента по бюджету и налогам, а также комиссии по законности и правопорядку. Возглавляет местное отделение ЛДПР в Ленинградской области. 
Депутат Государственной Думы ФС РФ пятого созыва (2007—2011).
Участвовал в Выборах губернатора Ленинградской области в 2015 и 2020 годах.

## Биография
Родился в Ленинграде. Отец был сотрудником органов внутренних дел. Мать работала инженером, младшим научным сотрудником на одном из предприятий Ленинграда.
В 1991 году окончил Высшую юридическую заочную школу МВД СССР.
С 1983 по 1995 год работал в уголовном розыске ГУВД Ленинграда (позже Санкт-Петербурга). Боролся с организованной преступностью, с Тамбовской и Малышевской ОПГ, с группировкой Кости Могилы. Впоследствии стал коллегой по фракции ЛДПР в Госдуме с бывшим членом группировки Кости Могилы Денисом Волчеком.
В 1995 году устроился в ОАО «Энергомашбанк». С 10 февраля 1998 года по 21 марта 1999 года — начальник административного управления ОАО «Энергомашбанк», с 22 марта 1999 года по 28 февраля 2001 года — заместитель гендиректора ОАО «Энергомашбанк». С 2001 по 2008 год — исполнительный директор ЗАО «Союз-Энерго». Под его руководством было около тридцати юридических лиц: производственные подразделения, бизнес центры и охранные предприятия.
В июне 2007 года был готов пожертвовать деньги для выкупа детей семьи Бородулиных.

### Личная жизнь
Женат, воспитывает дочь.
В настоящий момент Андрей Лебедев проживает во Всеволожске.
В 2014 году стало известно, что он содержит дома 2 собаки и 2 кошки.
Является кандидатом в мастера спорта, призёр первенства Санкт-Петербурга по пауэрлифтингу среди ветеранов. 1 апреля 2017 в рамках Первенства России по пауэрлифтингу среди ветеранов занял 3 место в дисциплине «классическое троеборье» выполнив приседание со штангой в 170 кг, становую тяга штанги в 210 кг и жим от груди штанги в 150 кг.
Состоит в попечительском совете Благотворительного фонда социальных программ «Помощь бездомным собакам».

## Политическая деятельность

### Депутат Государственной думы
В 2007 году баллотировался в Государственную думу V созыва от ЛДПР, региональная группа № 38, Ленинградская область. Избран не был.
6 марта 2008 года получил мандат депутата Госдумы, освободившийся после того как были прекращены депутатския полномочия Владимира Овсянникова, вошёл в состав комитета ГД по безопасности.
11 мая 2011 года предложил увеличить штрафы для родителей за ненадлежащее воспитание.

### Депутат Законодательного собрания Ленинградской области
В декабре 2011 года избран депутатом Законодательного собрания Ленинградской области 5-го созыва. Занял должность руководителя фракции ЛДПР в Законодательном собрании Ленинградской области.
30 января 2012 года предложил внести поправки в части 3 статьи 81 Конституции РФ, чтобы ограничить срок пребывания на должности президента, исключив тому возможность быть избранным повторно после двух сроков пребывания в должности. Однако, больше половины депутатов данную инициативу не поддержало.
В марте 2012 предложил губернатору Ленинградской области, Валерию Сердюкову, ужесточить наказание за правонарушения, связанные с нецелевым использованием земель сельхозназначения., с административной до уголовной ответственности.
В конце 2013 года Андрей Лебедев совместно с депутатами Юрием Олейником, Вячеслав Дюбковым и Алексеем Пониматкиным предложил законопроект по освобождению многодетных семей Ленинградской области от транспортного налога.
В июне 2015 года призвал выделять больше денег на субсидии на жильё для многодетных семей.
В сентябре 2016 года — избран депутатом Законодательного собрания Ленинградской области 6-го созыва, вновь руководитель фракции ЛДПР в Законодательном собрании Ленинградской области.
6 июля 2017 года был выразил недоумение тем, что пенсионеры из Ленинградской области не имели право на проезд в общественном транспорте Санкт-Петербурга по льготным проездным билетам. 12 декабря 2017 года на заседании областного парламента поднял вопрос о льготах на проезд в общественном транспорте для студентов, проживающих в Ленинградской области, но учащихся в Санкт-Петербурге. Впоследствии, был начат процесс проработки компенсаций. Позднее, в феврале 2018 года, вновь поднял вопрос о льготах в общественном транспорте Санкт-Петербурга для жителей области, обратившись в губернатору города Георгию Полтавченко.
В январе 2018 года совместно с Юрием Голиковым, коллегой по фракции ЛДПР, внёс в Законодательное собрание Ленобласти проект поправок в 156 статью Жилищного кодекса Российской Федерации, согласно которому плата за жилище в многоквартирных домах, не управляемых ТСЖ, ЖСК или кооперативами, должна начисляться муниципальной властью.
В апреле 2018 внёс на рассмотрение Законодательного собрания Ленинградской области обращение к Министру образования и науки Российской Федерации Ольге Васильевой по вопросу о предоставлении права детям одиноких матерей на первоочередное поступление в детский сад. 14 мая 2020 на заседании постоянной комиссии областного парламента по образованию, науке, культуре, туризму, спорту и делам молодежи депутаты поддержали инициативу.
В июне 2018 Андрей Лебедев совместно с депутатами ЛДПР Юрием Голиковым и Николаем Беляевым разработали поправки в областного закона, упрощающие процедуру строительства приютов для безнадзорных животных на территории Ленинградской области. Впоследствии, 26 сентября 2018 депутаты Законодательного собрания области поддержали данные поправки.
3 июля 2018 на заседании областного парламента внёс изменения в статью 8 областного закона «О пожарной безопасности Ленинградской области», дополнив нормой об обязательном государственном личном страховании пожарных за счет средств областного бюджета. 11 июля 2018 данное изменение было одобрено.
24 октября 2018 года в Законодательном собрании Ленинградской области был принят законопроект о штрафах за ненадлежащее обращение с собаками и кошками, инициатором которого был Андрей Лебедев. ￼
В декабре 2018 года был во втором чтении в Законодательном собрании был принят совместный законопроект Андрея Лебедева, Регины Илларионовой и Николая Кузьмина о штрафах для недобросовестных владельцев домашних животных.
В июле 2019 года внёс законопроект в парламент Ленобласти, позволяющий органам местного самоуправления избавляться от брошенных автомобилей — автохлама, представляющего собой угрозу для людей и окружающей среды. Коллеги-депутаты одобрили данную законодательную инициативу.
В апреле 2020 выразил недовольство удалённой работой некоторых депутатов областного парламента, покинул в знак протеста заседание.
В сентябре 2021 года вновь избран депутатом парламента Ленинградской области от партии ЛДПР. 

### Выборы губернатора Ленинградской области
Был выдвинут ЛДПР для участия выборах губернатора Ленинградской области в 2015 году и по итогам набрал 4,17 % голосов, заручившись поддержкой 23 937 избирателей и заняв тем самым 3 место.
Участвовал в в выборах губернатора Ленинградской области в 2020 году, занял второе место, набрав 7,32% голосов.

## Общественная деятельность
В марте 2010 года депутат обратился к президенту страны, Дмитрию Медведеву, с письмом проверить у главы республики Калмыкия, Кирсана Илюмжинова, наличие контактов с инопланетянами в ответ на его рассказ о контакте с неземными цивилизациями в эфире передачи «Познер» на Первом канале. От имени фракции ЛДПР в Госдуме Андрей Лебедев заявил, руководителей регионов страны нужно проверять на психическое состояние после таких рассказов. 29 мая 2010 года радиостанция «Серебряный дождь» посчитала нужным наградить депутата парламента антипремией «Серебряная калоша» в одной из номинаций.
В сентябре 2010 года Андрей Лебедев осудил вандальные действия арт-группы «Война», перевернушей автомобиль ГУВД в Санкт-Петербурге и нарисовавшей на Литейном мосту фигуру полового органа мужчины. Андрей Лебедев призвал органы правопорядка отреагировать на маргиналов, а не бездействовать, тем самым портив репутацию милиции.
В апреле 2012 года направил депутатский запрос на имя губернатора Александра Дрозденко, где попросил внести понижающий коэффициент аренды для благотворительных организаций, в том числе для тех, кто занимается бездомными животными.
В феврале 2016 года в ходе интервью сертоловской газете «Петербургский рубеж» выступал за идею возвращения Молодёжных жилищных кооперативов для привлечения молодёжи для жизни в области.
21 сентября 2017 года, как председатель постоянной комиссии по строительству, транспорту, связи и дорожному хозяйству, в рамках доклада обозначил проблему неподобающего состояния дороги в Ленобласти на участке Выборг—МААП «Брусничное».
В ноябре 2017 выделил деньги из депутатского фонда для обустройства площадки для воркаута в Лукашах.
14 декабря 2017 года выступил за сохранение проводного радиовещания в посёлке Синявино, Назия и в Шлиссельбурге для населения, в том числе, как о способе оповещения людей о чрезвычайных ситуациях, призвав компанию «Ростелеком» прекратить действия по отключению радиосети в Кировском районе ради коммерческой выгоды.
В 2017 году совместно с депутатом Дмитрием Ворновских походатайствовал выделить деньги на укрепление материально-технической базы муниципальных объектов культуры и спорта в поселении Алексеевка.
В феврале 2018 года Андрей Лебедев выразил недовольство в связи сокращением сотрудников ГИБДД в области. Также в феврале 2018 года по просьбе жителей Мгинского городского поселения обратился к руководству «РЖД» с просьбой в кратчайшие сроки привести пассажирскую платформу «Апраксин» в соответствие с установленными нормами по высоте и расстоянию от оси железнодорожного пути.
28 июня 2018 года стало известно, что депутат поддерживает приют для бездомных животных «Вера. Надежда. Любовь», где содержится примерно 250 собак.
24 марта 2021 года обратился к заместителю начальника полицейского главка по Санкт-Петербургу и Ленинградской области, Виктору Борисенко, по поводу усиления работы по расследованию преступлений, связанных с бездомными животными, а также предложил создать для этого межрегиональную группу.
4 марта 2022 года поддержал вторжение России на Украину, назвав русских солдат героями и освободителями и заявив, что гордится ими. 

## Журналисткая деятельность
С 21 июля 2009 года по 29 октября 2012 года вёл авторскую колонку на сайте издания «Фонтанка.ру».

## Награды
- Медаль «За безупречную службу в МВД» III степени
- Антипремия «Серебряная калоша» за 2010 год в номинации "«М…ацкий поступок года»[43]
- Почетная грамота Президента Российской Федерации (17 апреля 2023) - за активную законотворческую деятельность и многолетнюю добросовестную работу